# Кремп, Ян-Грегор
Ян-Грегор Кремп (нем. Jan-Gregor Kremp; род. 30 сентября 1962, Монхайм-на-Рейне, Северный Рейн-Вестфалия) — немецкий актёр.
Кремп учился в актёрской школе при зальцбургском Моцартеуме. Признанный театральный актёр, Крем обрёл известность на телеэкранах в первую очередь благодаря телевизионному сериалу «Телефон полиции — 110», где Кремп исполнил главную роль в 2004—2008 годах. Международная известность пришла к Кремпу после роли Атоса в фильме «Мушкетёр», где его партнёршей выступила Катрин Денёв. В свободное время увлекается музыкой и футболом. Женат на актрисе Йоханне Гастдорф, у них есть сын. Проживает вместе с семьёй в Леверкузене.